# 华西证券
华西证券股份有限公司（深交所：002926），简称华西证券，成立于2000年7月13日，注册地为四川省成都市，是在合并重组原四川省证券股份有限公司和四川证券交易中心的基础上组建的大型综合类证券公司。
2014年7月，华西证券完成改制，准备上市。2014年11月，华西证券涉嫌为濒临破产的股东关联方四川省川威集团有限公司及其关联企业发行资产管理产品进行融资，被中国证监会四川监管局认定存在重大风险，导致华西证券首次公开发行股票计划受阻。在证监会公布的2016年证券公司分类结果中，华西证券被评为AA级。
2021年7月24日，中国证券监督管理委员会发布《2021年证券公司分类结果》，其中华西证券被评为A级，与2020年持平。